# Microchirus frechkopi
Microchirus frechkopi är en fiskart som beskrevs av Paul Chabanaud 1952. Microchirus frechkopi ingår i släktet Microchirus och familjen tungefiskar. Inga underarter finns listade i Catalogue of Life.